# Teleogryllus
Teleogryllus is een geslacht van rechtvleugeligen uit de familie krekels (Gryllidae). De wetenschappelijke naam van dit geslacht is voor het eerst geldig gepubliceerd in 1961 door Chopard.

## Soorten
Het geslacht Teleogryllus omvat de volgende soorten:
- Teleogryllus adustus Karsch, 1893
- Teleogryllus afer Saussure, 1877
- Teleogryllus africanus Otte & Cade, 1983
- Teleogryllus angolensis Chopard, 1962
- Teleogryllus bicoloripes Chopard, 1961
- Teleogryllus boninensis Matsuura, 1984
- Teleogryllus brachypterus Chopard, 1967
- Teleogryllus burri Chopard, 1962
- Teleogryllus commodus Walker, 1869
- Teleogryllus derelictus Gorochov, 1985
- Teleogryllus emma Ohmachi & Matsuura, 1951
- Teleogryllus fallaciosus Shiraki, 1930
- Teleogryllus flavovittatus Chopard, 1928
- Teleogryllus fletcheri Chopard, 1935
- Teleogryllus gnu Otte & Cade, 1983
- Teleogryllus gracilipes Saussure, 1877
- Teleogryllus gravelyi Chopard, 1928
- Teleogryllus griaulei Chopard, 1961
- Teleogryllus grumeti Otte & Cade, 1983
- Teleogryllus himalayanus Chopard, 1928
- Teleogryllus latifrons Karsch, 1893
- Teleogryllus leo Otte & Cade, 1983
- Teleogryllus leucostomoides Chopard, 1962
- Teleogryllus leucostomus Serville, 1838
- Teleogryllus longipennis Saussure, 1877
- Teleogryllus macrurus Walker, 1869
- Teleogryllus marabu Otte & Cade, 1983
- Teleogryllus marini Otte & Alexander, 1983
- Teleogryllus meru Otte & Cade, 1983
- Teleogryllus mosetse Otte, Toms & Cade, 1988
- Teleogryllus natalensis Otte & Cade, 1983
- Teleogryllus nigripennis Chopard, 1948
- Teleogryllus oceanicus Le Guillou, 1841
- Teleogryllus pulchriceps Gerstaecker, 1869
- Teleogryllus siamensis Inagaki & Matsuura, 1985
- Teleogryllus soror Chopard, 1940
- Teleogryllus triangulifer Chopard, 1961
- Teleogryllus validus Chopard, 1969
- Teleogryllus wernerianus Karny, 1907
- Teleogryllus wittei Chopard, 1939
- Teleogryllus xanthoneurus Gerstaecker, 1869
- Teleogryllus yezoemma Ohmachi & Matsuura, 1951
- Teleogryllus zululandicus Otte & Cade, 1983
- Teleogryllus clarus Gorochov, 1988
- Teleogryllus lemur Gorochov, 1990
- Teleogryllus trivialis Gorochov, 1990
- Teleogryllus occipitalis Serville, 1838
- Teleogryllus longelytrum Gorochov, 1988
- Teleogryllus infernalis Saussure, 1877
- Teleogryllus mitratus Burmeister, 1838
- Teleogryllus posticus Walker, 1869
- Teleogryllus xanthoneuroides Chopard, 1932